# Glenea rufobasaloides
Glenea rufobasaloides är en skalbaggsart som beskrevs av Stefan von Breuning 1961. Glenea rufobasaloides ingår i släktet Glenea och familjen långhorningar. Inga underarter finns listade i Catalogue of Life.